# Кэнонгейтские хроники
«Кэнонгейтские хроники» (англ. Chronicles of the Canongate) — цикл произведений британского писателя Вальтера Скотта. Включает новеллы «Два гуртовщика», «Вдова горца» и «Дочь врача», опубликованные в 1827 году, и роман «Пертская красавица», опубликованный в 1828 году. Первая часть «Хроник» стала первым изданием прозаических произведений Вальтера Скотта, подписанным его именем (до этого писатель издавал свои романы анонимно). При этом Скотт в предисловии приписывает авторство некой миссис Бетьюн Бэлиол, которая перед смертью якобы передала рукописи своему другу, Кристэлу Крофтэнгри.
Критики положительно отзывались о вошедших в состав «Хроник» новеллах. Биограф Скотта Х. Пирсон считает их интересными в первую очередь с биографической точки зрения: они показывают, что после разорения Скотта стали интересовать не характеры, а «психологические состояния» героев. При этом «Двух гуртовщиков» он охарактеризовал как «блестящую новеллу, одну из лучших в англоязычных литературах», а «Вдову горца» счёл слишком затянутой.